# Reise um die Erde in 80 Tagen

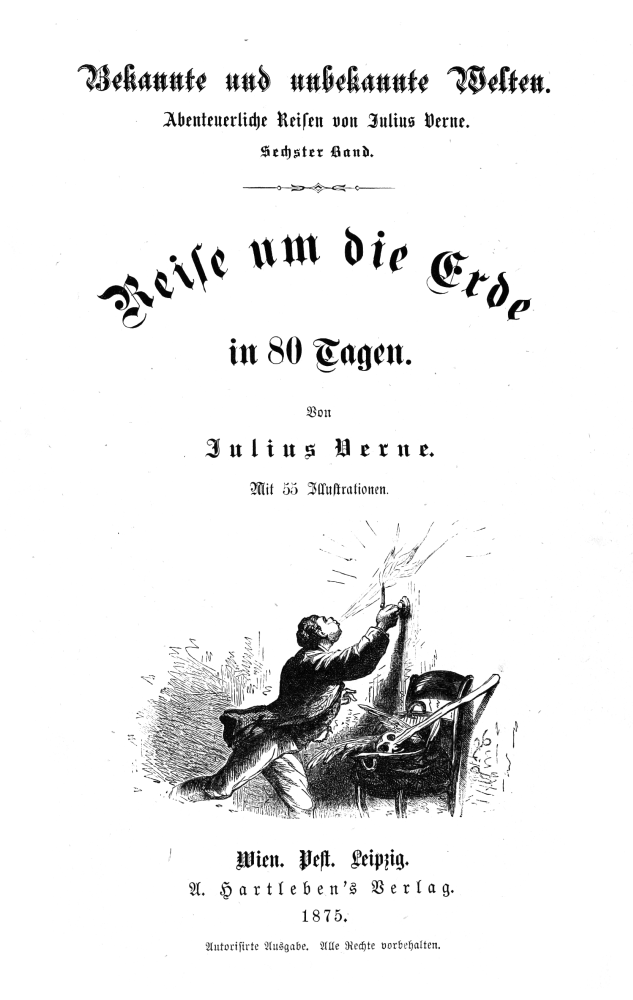
Titelblatt von Reise um die Erde in 80 Tagen, Zeichnung von Léon Benett, 1875

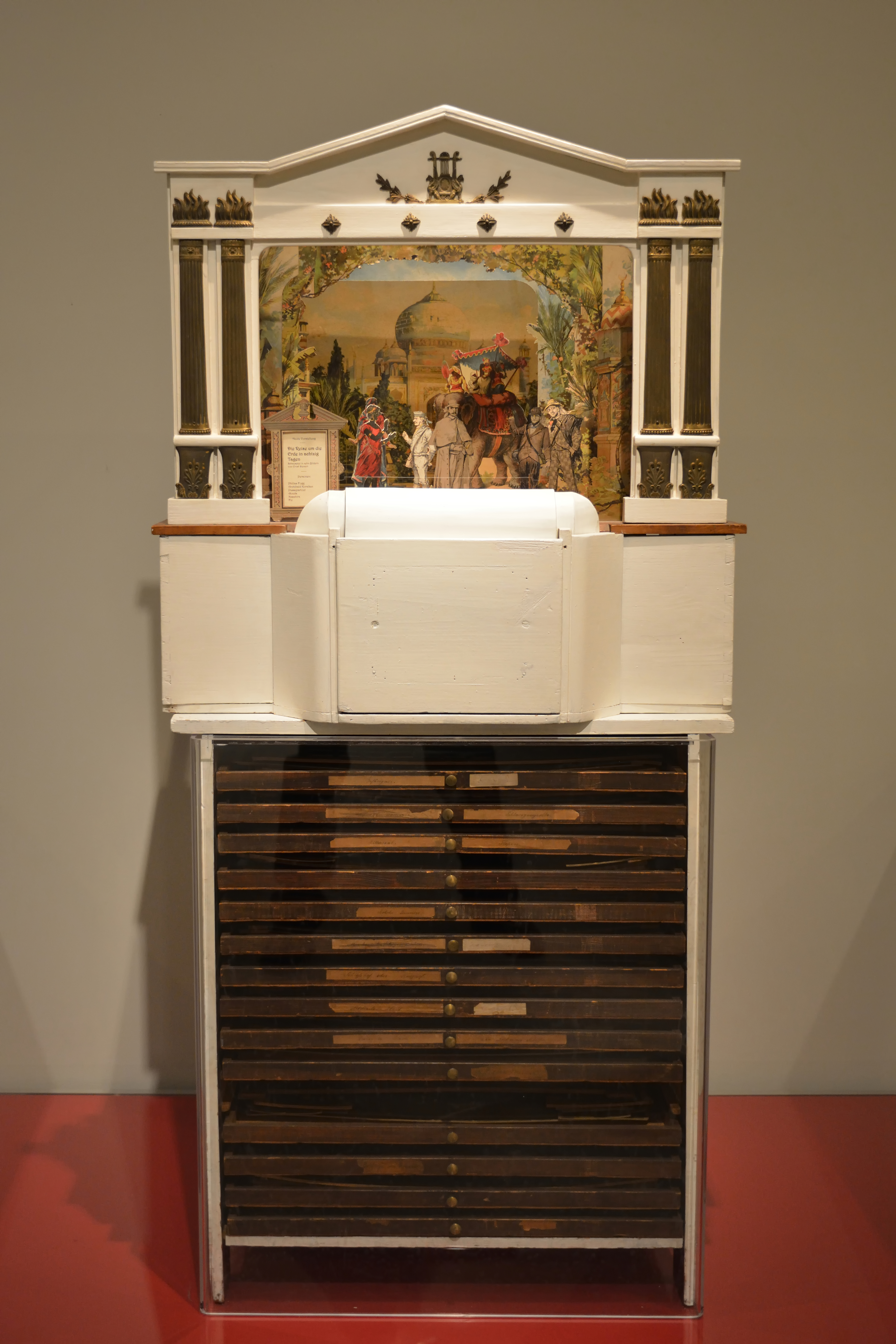
Papiertheater mit dem Thema: Reise um die Erde in 80 Tagen im Museum Europäischer Kulturen in Berlin (um 1890–1900)

Reise um die Erde in 80 Tagen (auch In 80 Tagen um die Welt, In achtzig Tagen um die Erde, Eine Reise um die Erde, Die Rettung der Maharani, Die Wette des Phileas Fogg oder Der Wettlauf des Phileas Fogg) ist ein Roman des französischen Autors Jules Verne. Der Roman wurde erstmals am 30. Januar 1873 unter dem französischen Titel Le Tour du monde en quatre-vingts jours von dem Verleger Pierre-Jules Hetzel veröffentlicht. Die erste deutschsprachige Ausgabe erschien im selben Jahr im Verlag der Gebrüder Légrády in Pest unter dem Titel Reise um die Erde in 80 Tagen.

## Handlung

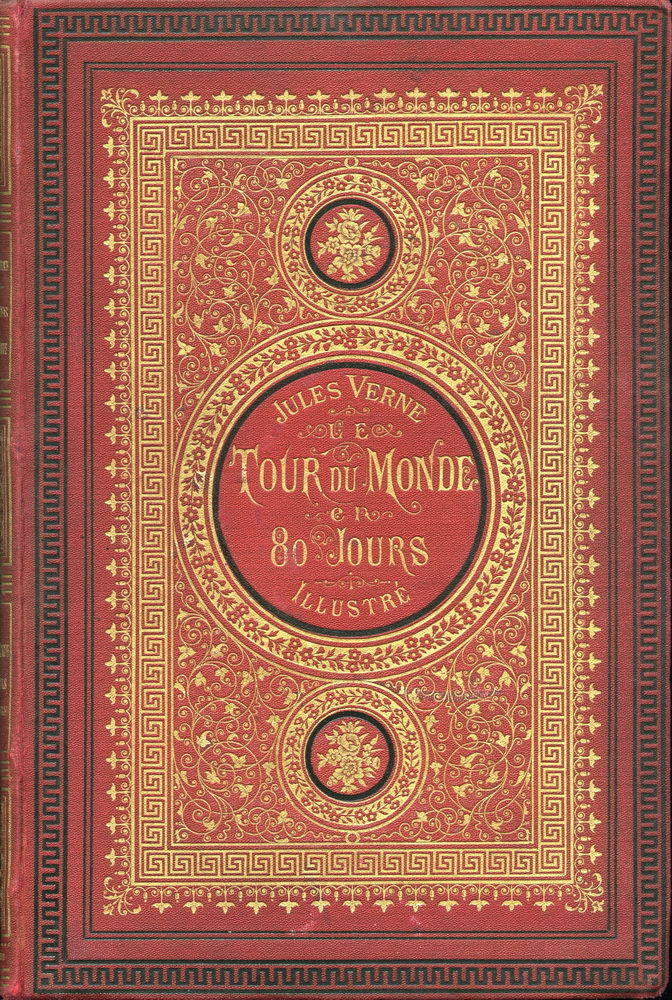
Einband der französischen Originalausgabe von 1873

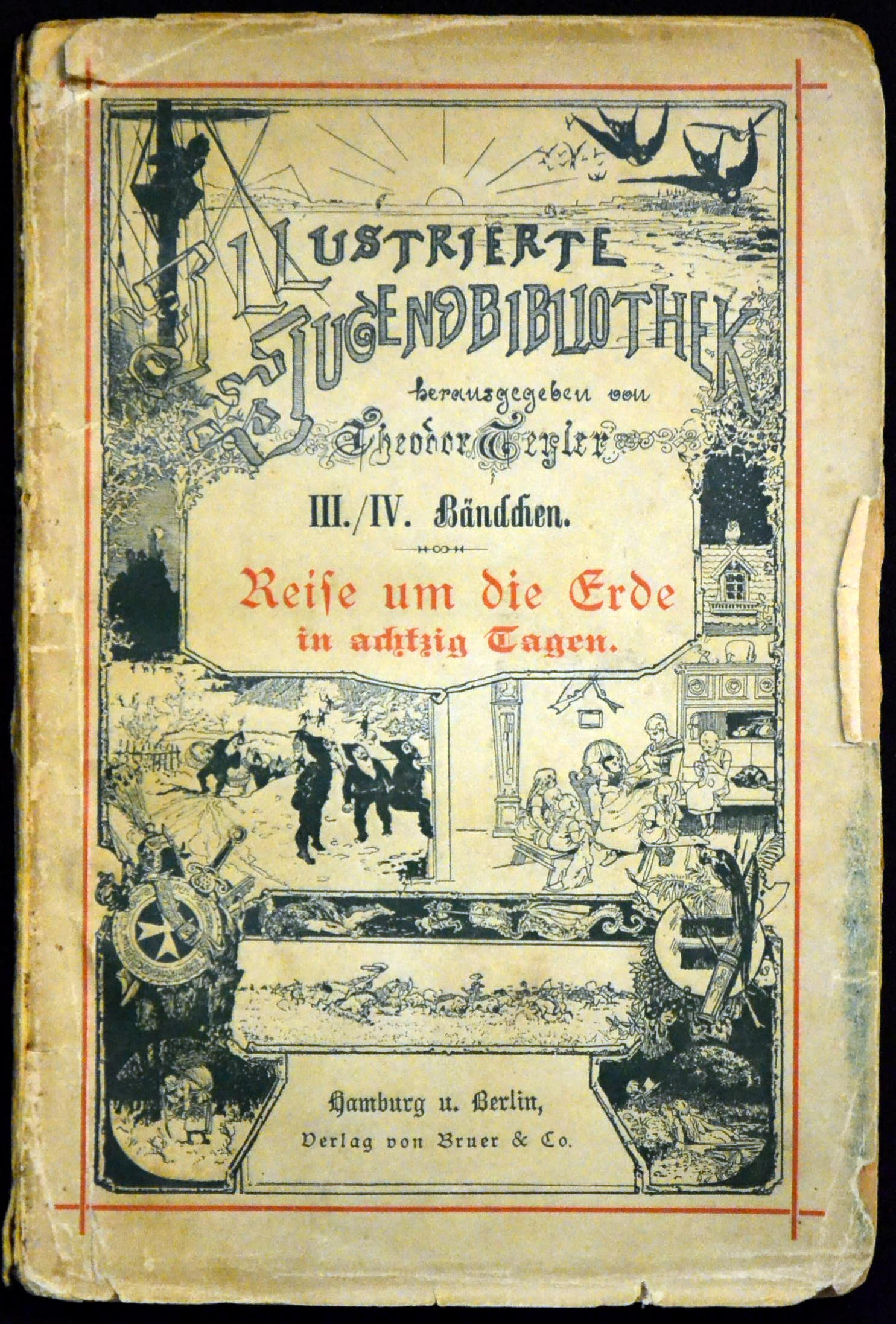
Ausgabe von 1891

Der reiche englische Gentleman Phileas Fogg ist geradezu ein Exzentriker in Sachen Pünktlichkeit und täglicher Gewohnheiten sowie ein leidenschaftlicher Whist-Spieler. Er wettet mit anderen Mitgliedern des Reform Club in London um 20.000 Pfund Sterling, dass es ihm gelingen werde, in 80 Tagen um die Welt zu reisen. Noch am selben Abend bricht er mit seinem gerade erst eingestellten französischen Diener Jean Passepartout auf. Mit dem Zug fahren sie über Paris nach Brindisi, wo sie das Dampfschiff nach Bombay durch den Suez-Kanal besteigen. In einem Reisesack hat Fogg 20.000 Pfund Sterling dabei, die andere Hälfte seines Vermögens.
Etwa zur selben Zeit wird ein Raub in der Bank of England verübt, und der etwas übereifrige Detektiv Mister Fix glaubt, in Suez anhand der telegrafisch übermittelten Personenbeschreibung und der äußeren Umstände des auf schnelle Weiterreise drängenden Fogg diesen als den gesuchten Räuber zu erkennen. Fix fordert aus London einen Haftbefehl für Fogg an, der ihm nach Bombay geschickt werden soll. Zum Schein freundet er sich mit Passepartout an und besteigt ebenfalls das Schiff nach Bombay.
Von Bombay soll es mit dem Zug nach Kalkutta gehen, doch muss die Reise aufgrund der noch nicht fertig gebauten Eisenbahnstrecke unterbrochen und auf einem Elefanten fortgesetzt werden. Der englische General Sir Francis Cromarty begleitet sie. Im Dschungel werden sie Zeugen, wie die junge parsische Witwe Aouda von einer brahmanischen religiösen Sekte als Sati zusammen mit ihrem toten Gatten lebend auf dem Scheiterhaufen verbrannt werden soll. Sie beschließen sie zu retten. Passepartout, der seinen Namen (frz. passer „hindurchgehen“ und partout „überall“) aufgrund seiner Verkleidungskünste und Akrobatentricks nicht zu Unrecht trägt, verkleidet sich und spielt dabei die Rolle des wiedererweckten Ehegatten. Ihm gelingt es, die unter Drogen stehende Aouda von dem Scheiterhaufen der Brahmanen zu retten. Die Reisegefährten können fliehen, ehe der Schwindel entdeckt wird. Sie beschließen, Aouda, die eine europäische Erziehung genossen hat, aus Indien wegzubringen, da sie dort nicht mehr sicher sei.
In Kalkutta werden Fogg und Passepartout von drei Priestern aus Bombay wegen widerrechtlichen Betretens einer Pagode verklagt. Fix hat die Priester dazu angestiftet, um Zeit bis zum Eintreffen eines Haftbefehls zu gewinnen. Die beiden werden zu längeren Haftstrafen verurteilt, aber Fogg erreicht die Freilassung gegen Zahlung einer hohen Kaution und reist zum Ärger von Fix weiter.
Von Kalkutta geht die Reise nach Hongkong. Der Verwandte, zu dem die Reisegefährten Aouda bringen wollten, lebt jedoch nicht mehr dort. Phileas Fogg ist Gentleman genug, sie bis nach Europa mitzunehmen. Fix, der von der geplanten Reiseroute wusste, ist inzwischen auch in Hongkong angekommen. Er wartet auf einen telegrafischen Haftbefehl, um Fogg auf dem Boden der britischen Kolonie zu verhaften. Aus diesem Grund betäubt er Passepartout mit Opium, damit dieser seinem Herrn nicht mehr die vorgezogene Abfahrt des Dampfschiffes nach Yokohama mitteilen kann. Der Diener kann sich im ausklingenden Rausch jedoch noch daran erinnern, dass das Dampfschiff vorzeitig abfährt, und begibt sich, noch halb benommen, an Bord – ohne jedoch seine Reisegefährten zu informieren. Das Schiff fährt ohne Fogg und Aouda nach Yokohama ab.
Fogg mietet daraufhin ein Schiff nach Shanghai, um dort das Postschiff nach Yokohama zu erreichen, und nimmt ahnungslos den ihm bisher unbekannten Detektiv Fix mit. Mit Glück erreichen sie das Postschiff nach Yokohama. Dort hatte Passepartout inzwischen einen Job in einem Zirkus angenommen. Aouda und Fogg wissen, dass Passepartout mit dem Dampfschiff aus Hongkong angekommen ist, und finden ihn in diesem Zirkus. Der Diener schließt sich ihnen wieder an und gemeinsam fahren sie über den Pazifik nach San Francisco. Von dort reisen sie mit der Eisenbahn quer über den nordamerikanischen Kontinent nach New York City. Nicht nur mit einem Colonel Proktor, der Phileas Fogg beleidigt, haben die Protagonisten Probleme, sie müssen sich zudem mit einer Herde Bisons, die das Gleis blockieren, einer baufälligen Brücke und Mormonen, die Passepartout verehelichen möchten, herumschlagen. Schließlich wird auch noch ihr Zug mitten in der Prärie von Nebraska von Sioux überfallen. Passepartout kuppelt während der Fahrt die Waggons von der Dampflokomotive und dem Schlepptender ab, damit die Personenwagen des Zuges auf der Strecke in der Nähe des Militärstützpunktes Fort Kearney zum Stehen kommen können. Er wird von den Sioux verschleppt, aber von Fogg mit Hilfe der Truppen von Fort Kearney befreit. Sie verpassen dadurch die Weiterfahrt mit dem Zug. Stattdessen gelangt die Reisegesellschaft mit Hilfe eines mit Segeln angetriebenen Schlittens zum nächsten Bahnhof nach Omaha und über Chicago nach New York. Das Schiff nach Liverpool ist jedoch kurz zuvor abgefahren. Fogg mietet einen Raddampfer, der eigentlich nach Bordeaux fahren soll. Unterwegs führt er eine Meuterei gegen den ungeliebten Kapitän an, um das Fahrtziel ändern zu können. Als das Brennmaterial für die Kessel der Dampfmaschine ausgeht, kauft Fogg das gesamte Schiff und lässt alle Bestandteile aus Holz verfeuern. Die Gesellschaft macht einen Umweg über Queenstown und Dublin, um in Irland ein schnelleres Schiff nach England zu erreichen. Fix, der die gesamte Zeit über zähneknirschend mitgereist ist, nimmt Fogg bei der Ankunft in Liverpool fest. Dessen Unschuld stellt sich schnell heraus, da der wirkliche Bankräuber kurz zuvor verhaftet worden ist. Mit einem Extrazug geht es von Liverpool nach London, jedoch hat man bei Ankunft in London die vereinbarte Zeit von 80 Tagen um fünf Minuten überschritten. Die Wette ist verloren. Niedergeschlagen fahren Fogg, Aouda und Passepartout direkt zu Foggs Haus in der Savile Row.
Das von Fogg mitgenommene Vermögen von 20.000 Pfund ist bis auf einen unbedeutenden Rest von rund 1.000 Pfund aufgebraucht. Die andere Hälfte seines Vermögens von 20.000 Pfund schuldet er seinen Wettpartnern im Reform Club. Fogg steht vor dem Ruin. Am Abend des folgenden Tages gesteht Aouda, die sich im Laufe der Reise in Fogg verliebt hat, ihre Liebe und fragt Fogg, ob er sie heiraten will. Fogg erkennt seine Liebe zu Aouda und willigt ein. Umgehend wird Passepartout zu dem Priester Reverend Wilson geschickt, um für den nächsten Tag die Heirat zu vereinbaren. Dort erfährt er, dass es nicht Sonntagabend, sondern erst Samstagabend ist: Durch die Überschreitung der Datumsgrenze Richtung Osten hat man einen ganzen Tag gewonnen. Fogg eilt zum Reform Club und gelangt drei Sekunden vor dem Ablauf der Zeit in den Saal des Clubs und gewinnt somit die Wette. Am übernächsten Tag heiraten Aouda und Fogg. Fogg hat durch die Wette einen relativ kleinen finanziellen Gewinn gemacht, aber eine große Liebe gefunden. Den Gewinn von 1.000 Pfund teilt er großzügig zwischen Passepartout und Mister Fix auf.

## Hintergrund
Der Roman beruht auf der Weltreise des Amerikaners George Francis Train, der 1870 jene Reise und 1890 sowie 1892 noch zwei weitere Weltreisen unternahm, 1892 sogar in nur 60 Tagen. Über die Änderung seines Namens in Phileas Fogg zeigte er sich erbost. Im Jahre 1869 waren der Suezkanal und die Eisenbahn quer durch die USA geöffnet worden. Zuvor war eine Reise um die Erde in 80 Tagen nahezu unmöglich.

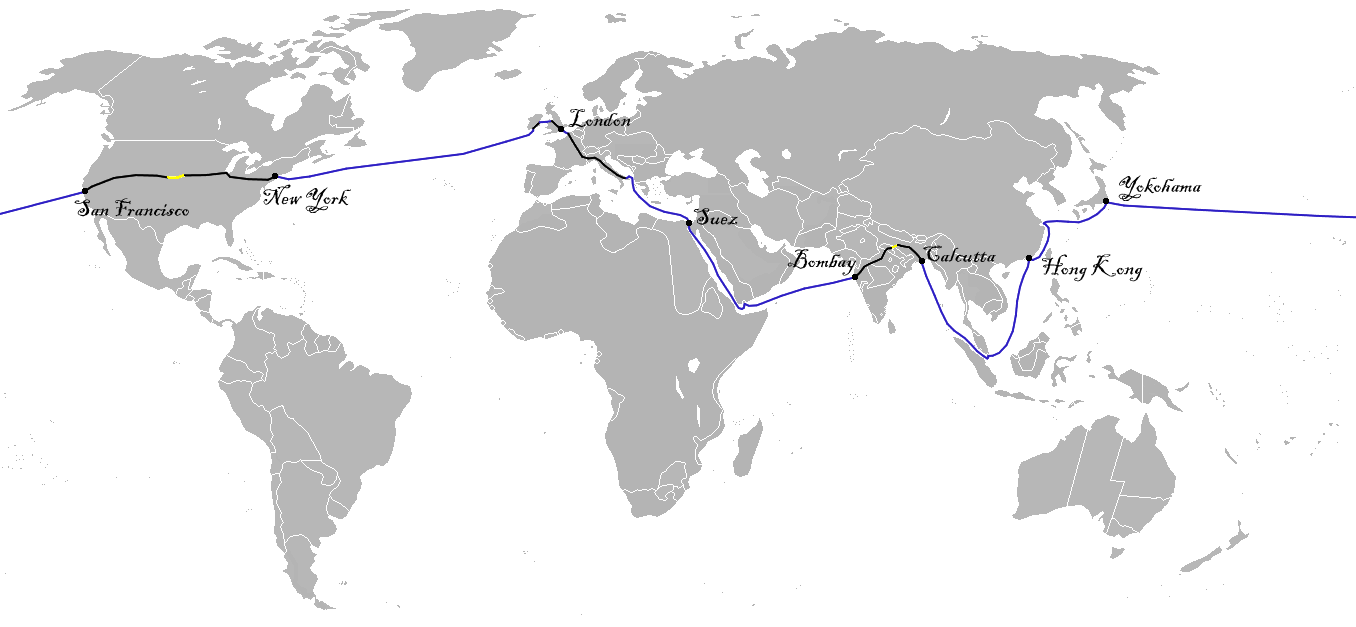
Die Route

## Inspiration durch Edgar Allan Poes „Three Sundays in a Week“
Kurzgeschichten des US-amerikanischen Schriftstellers Edgar Allan Poe dienten dem Poe-Verehrer Verne (siehe dazu Vernes einziges Essay Edgard Poe et ses œuvres von 1864) des Öfteren als Inspiration für eigene Erzählungen, so etwa Poes The Balloon Hoax (von 1844) und Mellonta Tauta (von 1849) für Fünf Wochen im Ballon (von 1863) oder The Unparalleled Adventure of One Hans Pfaall (von 1835) für Von der Erde zum Mond (von 1865). Auch für Reise um die Erde in 80 Tagen ließ sich Verne von Poe inspirieren. Poe hatte am 27. November 1841 Drei Sonntage in einer Woche veröffentlicht – damals noch unter ihrem ursprünglichen Titel A Succession of Sundays (Eine Abfolge von Sonntagen). In der Geschichte besteht die „Auflösung“ darin, dass der Protagonist „Bobby“ die von ihm geliebte Frau nur deshalb heiraten kann, weil es ihm gelingt, wie vom Brautvater gefordert, „eine Woche mit drei Sonntagen“ zu präsentieren. Die Lösung besteht darin, dass – je nachdem, ob man die Erde von Ost nach West oder von West nach Ost umrundet – entweder ein (Sonn-)Tag „dazu“ kommt oder einer „weg fällt“. Verne kannte Poes Kurzgeschichte. Dass auf einer Weltreise in die „richtige“ Richtung ein Tag „eingespart“ werden kann, inspirierte Verne zur Auflösung von Reise um die Erde in 80 Tagen.

## Aktuelle Ausgaben (Auswahl)
- Jules Verne: Reise um die Erde in achtzig Tagen. Übersetzung von Erich Fivian. Diogenes, Zürich 1973, ISBN 978-3-257-20126-0.
- Jules Verne: In 80 Tagen um die Welt. Mit sämtlichen Illustrationen von Alphonse de Neuville und Léon Benett. Einem Nachwort, Anmerkungen und einer Zeittafel von Volker Dehs sowie Texten von Edgar Allan Poe, Jules Verne und François Oswald zur Entstehung des Romans, übersetzt von Sabine Hübner. dtv 13545, München ISBN 978-3-423-13545-0.
- Jules Verne: Reise um die Erde in 80 Tagen – Vollständige Überarbeitung der Erstübersetzung, kommentiert und illustriert. Null Papier Verlag, Neuss / Düsseldorf 2013, ISBN 978-3-95418-281-7 (Kindle), ISBN 978-3-95418-282-4 (Epub), ISBN 978-3-95418-283-1 (PDF).
- Jules Verne: Le tour du monde en quatre-vingts jours. Gallimard, Paris 2009, ISBN 978-2-07-035775-8 (= Collection Folio: Classique, Band 4934).

Hörbücher
- Jules Verne: Reise um die Erde in 80 Tagen, Sprecher: Götz Alsmann, Eichborn, Frankfurt am Main 2002, ISBN 3-933686-94-6.
- In 80 Tagen um die Welt, Sprecher: Max Urlacher, Hörmedia Audioverlag, 2004.
- Jules Verne: Reise um die Erde in 80 Tagen, Sprecher: Rufus Beck, Hörbuch Hamburg, Hamburg 2001, ISBN 3-89903-031-1.
- Jules Verne: In 80 Tagen um die Welt, Sprecher: Reinhard Kuhnert (Audible exklusiv, 2008).
- Jules Verne: In 80 Tagen um die Welt, Sprecher: Philipp Moog, Oetinger Media, 2012 (Audible), ISBN 978-3-8373-0944-7.

## Adaptionen

### Roman
Der niederländische Journalist und Schriftsteller Jan Feith veröffentlichte 1908 eine Art Fortsetzung: De reis om de wereld in veertig dagen of De zoon van Phileas Fogg (deutsche Ausgabe: In vierzig Tagen um die Welt – Der Sohn von Phileas Fogg, ISBN 978-3-7519-8238-2, Norderstedt, BoD – Books on Demand, 2023). James Fogg, Sohn des Protagonisten, darf sein Erbe nur antreten, wenn er die Reise des verstorbenen Vaters in der Hälfte der Zeit absolviert.
Der amerikanische Science-Fiction-Schriftsteller Philip José Farmer veröffentlichte 1973 – genau 100 Jahre nach Jules Verne – den Roman Das echte Log des Phileas Fogg. Nach diesem Roman muss die Reise um die Welt vor dem Hintergrund eines Stellvertreterkriegs zweier verfeindeter außerirdischer Zivilisationen auf der Erde gesehen werden. Für die Eridaner kämpfen Fogg und Passepartout, für die Capellaner Fix und die in Vernes Roman nicht erwähnten Kapitän Nemo und Sebastian Moran. Weiterhin wird im Nachwort von H. W. Starr behauptet, dass Nemo und Professor Moriarty ein und dieselbe Person seien.

### Bühnenbearbeitungen
- 1874 hatte die gemeinsam von Adolphe d’Ennery und Jules Verne geschriebene Bühnenbearbeitung Premiere. Für das „Spektakelstück“ steuerten Charles Alexander Raida und Franz von Suppè Bühnenmusiken bei. Das Stück wurde unter dem Titel Die Reise um die Erde in achtzig Tagen nebst einem Vorspiel Die Wette um eine Million. Ausstattungsstück mit Gesang, Tanz, Evolutionen und Aufzügen in 5 Abteilungen und 15 Bildern auch in Deutschland aufgeführt.
- Am 10. Mai 2006 erlebte das Stück Le Tour du monde en 80 jours, eine Adaption des Romans von Sébastien Azzopardi und Sacha Danino, seine Uraufführung. Es gewann den Preis Charles Oulmont 2006, erhielt eine Nominierung für die Auszeichnung Raimu de la Comédie 2006 sowie den Publikumspreis beim Festival d’Angers 2007.
- 2006 wurde das Musical In 80 Tagen um die Welt beim Bautzener Theatersommer im Hof der Ortenburg aufgeführt.[6]
- Am 28. November 2009 feierte das Kinder- und Familienmusical In 80 Tagen um die Welt (Regie: Michael Schilhan) Premiere in der Oper Graz. Markus-Peter Gössler (Text) und Maurizio Nobili (Musik) erarbeiteten diese Musical-Adaption nach Jules Vernes Vorlage für das Grazer Kinder- und Jugendtheater Next Liberty.
- Am 27. Mai 2012 feierte ein weiteres Familienmusical mit dem Titel In 80 Tagen um die Welt (Regie: Meike Niemeyer, Choreografie: Hakan T. Aslan) Premiere bei den Freilichtspiele Tecklenburg. Die Musik stammt von Klaus Hillebrecht (Musik), die Texte schrieb Radulf Beuleke.
- Am 14. November 2015 feierte das Familienmusical In 80 Tagen um die Welt (Buch und Inszenierung: Beppo Binder, Musik: Pavel Singer, Choreographie: Bohdana Svivacz) an der Bühne Baden seine Uraufführung.[7]
- Am 25. September 2016 erlebte eine moderne Adaption mit aktuellen Zeitbezügen seine Premiere zunächst in einem Theaterzelt des Düsseldorfer Schauspielhauses. Auf Grund der großen Nachfrage wurde das zirzensische Spektakel 2017 auf der großen Bühne des Düsseldorfer Schauspielhauses fortgesetzt (Titel: In 80 Tagen um die Welt, Regie: Leonhard Koppelmann und Peter Jordan, Bühne und Kostüm: Michael Sieberock-Serafimowitsch, Musik: Klaus Mages, Video: Stefan Bischoff, Choreografie: Bridget Petzold, Dramaturgie: Stefan Fischer-Fels, Theaterpädagogik: Matin Soofipour).[8]
- Am 1. Oktober 2016 wurde das Musical In 80 Tagen um die Welt (Buch: Øystein Wiik, Musik: Gisle Kverndokk, Inszenierung: Matthias Davids, Choreographie: Simon Eichenberger) am Linzer Musiktheater uraufgeführt.[9]
- Am 21. Oktober 2021 konnte Robert Jährig mit seinem Papiertheater Heringsdorf die Uraufführung seines Theaterstücks Die Reise um die Erde in 80 Tagen beim 5. Papiertheater Festival in München feiern.[10] Robert Jährig hatte unter Mitarbeit von Gabriele Brunsch, Papiertheater Kitzingen, das ursprüngliche Skript von 1874 auf ein einstündiges dramaturgisch stimmiges Theaterstück mit 12 Akten reduziert.[11][12] Dabei kamen Originalkulissen vom dänischen Maler Alfred Jacobsen  vom Ende des 19. Jhd.  zum Einsatz. Die Rollen für das Hörspiel sprachen Studenten der Vorpommerschen Landesbühne Anklam – Theaterakademie Zinnowitz ein.
- Am 17. November 2024 fand am Opernhaus Zürich die Uraufführung der Oper für Kinder und Junggebliebene, In 80 Tagen um die Welt, statt. Die Musik stammt vom Jonathan Dove, das Libretto verfasste Peter Lund.
- Am 7. Juni 2025 feierte Reise um die Erde in 80 Tagen, ein Schauspiel mit Musik, auf der Odertalbühne der Uckermärkischen Bühnen Schwedt (ubs) seine Uraufführung. Das Buch stammt von Tilo Esche, Musik und Liedtexte von Tom van Hasselt.

### Verfilmungen
Das Buch wurde mehrmals verfilmt:
Spielfilme
- Die Jagd nach der Hundertpfundnote oder Die Reise um die Welt (1913), Stummfilm mit Fred Goebel und Senta Eichstaedt
- Die Reise um die Erde in 80 Tagen (1919), Stummfilm mit Conrad Veidt
- In 80 Tagen um die Welt (1956) mit David Niven sowie zahlreichen Cameo-Auftritten, fünf Oscars (darunter Bester Film)
- In 80 Tagen um die Welt (2004) mit Jackie Chan und Steve Coogan

Fernsehmehrteiler und Miniserien
- In 80 Tagen um die Welt (1989) mit Pierce Brosnan und Peter Ustinov
- Michael Palin, ehemaliges Mitglied der Monty-Python-Gruppe, stellte im Rahmen einer seiner Reise-Dokumentationen für die BBC 1989 in sieben Folgen Jules Vernes Romanabenteuer unter dem Titel In 80 Tagen um die Welt (Around the World in 80 Days) mit modernen Reisemitteln nach.[13]
- In 80 Tagen um die Welt, Fernsehserie der European Alliance mit David Tennant, Leonie Benesch und Ibrahim Koma (2021)

Animationsfilme/serien
- In 80 Tagen um die Welt (1972), australische Zeichentrickserie[14]
- In 80 Tagen um die Welt, Puppentrickfilm-Reihe, die 1972 in der Westausgabe des Sandmännchens lief
- Um die Welt mit Willy Fog (1981), Adaption als Zeichentrickserie
- 1998 erschien in Kooperation des MDR mit den Shanghai Zeichentrickfilmstudios ein Animationsfilm mit gegenüber der Romanvorlage nur leicht abgewandeltem Drehbuch.[15]

### Hörspiele
- 1958: NDR:
  - Bearbeitung: Ruth Hermann
  - Musik: Erich Bender.
  - Regie: Kurt Reiss.
  - Darsteller: Heinz Klingenberg (Erzähler), Hermann Lenschau (Fogg), Rolf Nagel (Passepartout), Horst Beck (Fix).
- 1960: BR:
  - Bearbeitung: Paul Alverdes.
  - Musik: Kurt Brüggemann.
  - Regie: August Everding.
  - Darsteller: Benno Sterzenbach (Erzähler), Wolfgang Büttner (Fogg), Hans Clarin (Passepartout), Margot Trooger (Aouda).
- 1966 Philipps
  - Bearbeitung: Kurt Vethake
  - Regie: Benno Schurr
  - Sprecher: Wolfgang Reinsch (Erzähler), Heiner Schmidt (Phileas Fogg), Claus Wilcke (Passepartout), Frank Scholze (Fix), Ilona Wiedem (Auda)
- 1967: SRF:
  - Bearbeitung: Amido Hoffmann, Pavel Kohout.
  - Musik: Klaus Cornell.
  - Regie: Amido Hoffmann.
  - Darsteller: Franz Dehler (Fogg), Franz Matter (Passepartout), Paul-Felix Binz (Detektiv Fix), Miriam Spoerri (Aouda).
- 1968: WDR[16]
  - Bearbeitung: Dieter Rohkohl.
  - Musik: Harald Banter.
  - Regie: Otto Düben.
  - Darsteller: Michael Degen, Herbert Staß, Marianne Kehlau
- 1975: Maritim:
  - Bearbeitung und Regie: Kurt Vethake.
  - Darsteller: Klaus Jepsen (Erzähler), Joachim Kerzel (Fogg), Peter Schiff (Passepartout), Heinz Rabe (Fix), Sibylle Gilles (Aouda).
- 1976: Europa:
  - Bearbeitung: H. G. Francis.
  - Regie: Heikedine Körting.
  - Darsteller: Lutz Mackensy (Erzähler), Hans Daniel (Fogg), Joachim Wolff (Passepartout), Werner Cartano (Fix), Karin Lieneweg (Aouda).
- 2005: MDR:
  - Bearbeitung und Regie: Helmut Peschina.
  - Musik: Rudolf Schmücker.
  - Regie: Stefan Dutt.
  - Darsteller: Peter Fricke (Erzähler), Axel Milberg (Fogg), Boris Aljinovic (Passepartout), Peter Groeger (Fix), Effi Rabsilber (Aouda).

- 2018: Deutschlandradio: In 80 Tagen um die Welt – Eine musikalische Reise nach Motiven von Jules Verne
  - Regie: Leonhard Koppelmann
  - Darsteller: Torben Kessler (Phileas Fogg), Jonas Friedrich Leonhardi (Passepartout, Erzähler), Peter Jordan (Fixx, Drache), Judith Bohle (Molly Tehearn), Thiemo Schwarz (Chancellor, Elle, Fletcher, Cousteau, Director, Indianer), Martin Esser (Günther, Khalet, Jona), Adrienne Lejko (Nick, Pinocchio, Alien, Josie)
  - Komposition, Musik: Peter Jordan, Klaus Mages, Bastian Ruppert, Marcus Schinkel
  - Produktion: Deutschlandradio 2017, Erstsendung: 4. Februar 2018[17]
- 2018: Holy Klassiker
  - Bearbeitung und Regie: Marco Göllner
  - Sprecher: Peter Flechtner (Phileas Fogg), Frank Becker (Passepartout), Wolfgang Bahro (Fix), Gabrielle Pietermann (Prinzessin Aouda)

sowie
- 1956, Verlag: Leipzig Blindenhörbuch (Hörbuch)
- 1958, Regie: Kurt Reiss, Verlag: NDR (Hörspiel)
- 1966, Regie: Benno Schurr, Verlag: Fontana (Hörspiel)
- 1968, Verlag: Zürich Blindenhörbuch (Hörbuch)
- 1972, Regie: Peter M. Majewski, Verlag: Zebra (Hörspiel)
- 1978, Regie: Klaus Gmeiner, Verlag: ORF (Hörspiel)
- 1986, Regie: Hans Jedlitschka, Verlag: DRS (Hörspiel)
- 2000, Verlag: Disky (Hörspiel)
- 2000, Regie: Christoph Zwiener, Verlag: Soundhaus (Musical)
- 2001, Regie: Rosemarie Altenhofer, Verlag: Hörbuch Hamburg (Hörbuch)
- 2002, Regie: Sonja Hartl, Verlag: ROOF (Hörbuch)
- 2003, Regie: Cornelia Bitsch, Verlag: Bella Musica (Hörspiel)
- 2005, Verlag: Ueberreuter (Hörbuch)
- 2005, Verlag: Universal (Hörbuch)
- 2006, Verlag: Voltmedia (Hörbuch)

### Spiele

#### Brettspiele
- Reise um die Erde (Ravensburger Verlag) (1884) ist das erste von Ravensburger veröffentlichte Spiel[19]
- In 80 Tagen um die Welt (Abel-Klinger) (1967)
- In 80 Tagen um die Welt von Michael Rieneck (Kosmos-Verlag) wurde für das Spiel des Jahres 2005 nominiert.
- In 80 Tagen um die Erde von Wolfgang Kramer (Ravensburger Verlag) (1986) (Das Spiel wurde in einer überarbeiteten Version unter dem Namen „Der Alchemist“ im Jahr 2000 von Clementoni neu aufgelegt.)
- Phileas Fogg erschien 2013 in dem Buch & Spiel Kompendium Weltnetzwerke – Weltspiele im Verlag Konstanz University Press

#### Computerspiele
- 1987 hat Fantastic Software für Rainbow Arts die Geschichte zu einem Spiel für Commodore 64, Amiga und Atari ST umgesetzt.
- 2005 – Umsetzung des Stoffes, allerdings nur auf den Spuren von Phileas Fogg, unter dem Titel „In 80 Tagen um die Welt“ durch Frogwares (Entwickler) und dtp entertainment (Publisher).
- 80 days (2014) – interaktives Textadventure, Steampunk Version des Romans mit diversen Elementen aus anderen Jules Verne Novellen.
- 2009 Um die Welt in 80 Tagen für den Nintendo DS (3 Gewinnt Spielprinzip mit der Geschichte als Spielhandlung)
- 2014 Um die Welt in 80 Tagen/Fishdom für den Nintendo DS (Dasselbe Spiel im Pack mit dem Game Fishdom)

### Sport
- Jules Verne Trophy ist eine Auszeichnung für die schnellste Weltumrundung per Segelboot, die der Franzose Loïck Peyron innehat, der im Januar 2012 auf seinem Trimaran „Banque Populaire V“ für die Runde 45 Tage und 13 Stunden brauchte.

## Trivia
- Obwohl der Roman auf der Weltreise des Amerikaners George Francis Train beruht, hat sich Jules Verne für seine Romanfigur Phileas Fogg von dem Amerikaner William Perry Fogg inspirieren lassen, der bereits 1868 eine Weltreise unternahm.
- Wolfgang Kehl ließ den Phileas Fogg in der Heftromanserie Der Hexer eine zweite Weltreise unternehmen.
- Zur ersten Weltreise einer Frau in 72 Tagen siehe den Eintrag zu Nellie Bly.
- 2017 radelte der Brite Mark Beaumont in 78 Tagen um die Erde.[20]
- Phileas Fogg gewinnt die Wette nur, weil er nicht berücksichtigt hatte, dass er ostwärts die Welt umrundete (bei einer Umrundung westwärts hätte seine Reise 81 Tage gedauert). Die Datumsgrenze wurde zwar erst 1884, einige Jahre nach Veröffentlichung des Romans, offiziell eingeführt. De facto hat sie aber schon seit vielen Jahrzehnten existiert, denn die USA, Europa und Indien hatten jeweils denselben Kalendertag, aber unterschiedliche Ortszeiten. Fogg wäre der falsche Wochentag spätestens in den USA aufgefallen – er schrieb während seiner Reise Tagebuch und hatte immer wieder Tageszeitungen gekauft. Ebenso hatte er die Fahrpläne vieler Schifffahrtslinien in seinem Gepäck. Sich auf diese zu verlassen ist sinnlos, wenn ihm das aktuelle Datum nicht bekannt ist.